# Тазобактам
Тазобактам — фармацевтичний препарат який інгібує бактеріальні β-лактамази, особливо ті які належать до груп SHV-1 та TEM. Його зазвичай використовують у вигляді натрієвої солі, тазобактамату натрію. Як і інші інгібітори бета-лактамаз, тазобактам підсилює терапевтичний ефект певних бета-лактамних антибіотиків, зменшуючи здатність бактерій руйнувати їх.
Тазобактам найчастіше використовується в поєднанні з β-лактамним антибіотиком піперацилін, у вигляді препарату з розширеним спектром піперацилін/тазобактам. Цю комбінацію використовують для лікування інфекцій, викликаних опортуністичним Грам-негативним патогеном Pseudomonas aeruginosa. Тазобактам розширює спектр піперациліну, роблячи його ефективним проти організмів, які експресують β-лактамазу, і, як правило, руйнує піперацилін.
З погляду хімії, тазобактам є похідним пеніциліну та сульфону.
Тазобактам запатентований у 1982 році та почав використовуватись у медицині у 1992 році.